# تيد كونولي
تيد كونولي (بالإنجليزية: Ted Connolly)‏ هو لاعب كرة قدم أمريكية أمريكي، ولد في 5 ديسمبر 1931 في أوكلاند في الولايات المتحدة، وتوفي في 24 فبراير 2014 في غاردنرفيل في الولايات المتحدة.

## وصلات خارجية
- تيد كونولي على موقع مرجع كرة القدم المحترفة.كوم (الإنجليزية)